# Günter Mittag
Pour les articles homonymes, voir Mittag.
Günter Mittag, né le 8 octobre 1926 à Stettin et mort le 18 mars 1994 à Berlin, est un homme politique est-allemand : député à la Volkskammer, membre du Politburo du comité central du Parti socialiste unifié d'Allemagne, membre du Conseil d'État de la RDA, il fut une figure centrale de l'économie planifiée de l'Allemagne de l'est.

## Biographie
Il naît à Stettin dans une famille ouvrière. Durant la guerre, il est auxiliaire de la Luftwaffe,. Il obtient un doctorat en 1958 à l'Université des transports de Dresde et rentre à la Reichsbahn. En 1945, il adhère au KPD puis à la suite de la fusion du Parti communiste d'Allemagne et du Parti social-démocrate d'Allemagne, il devient membre du parti socialiste unifié SED, parti appelé à devenir le parti dirigeant de la future Allemagne de l'est.
En 1947, il dirige le district du parti à Greifswald, puis la branche régionale du syndicat FDGB. De 1958 à 1961, il est secrétaire de la Commission économique du Politburo,, puis de 1962 jusqu'en 1989, membre du Comité central du parti. Il est élu député de 1963 à 1971, et membre du Conseil d'État de 1963 à 1971 et de 1979 à 1989.
En 1966, Mittag accède au Politburo après avoir été candidat depuis 1963. De 1963 à 1973, il succède à Erich Apel, secrétaire du Comité central du SED à l'économie. Durant ses mandats, il maintient un strict contrôle de l'État sur l'économie. De 1973 à 1976, il est premier vice-président du Conseil des ministres. Enfin, de 1982 à 1989, il est membre du Conseil de la défense nationale.
Le 18 octobre 1989, à la suite de l'effondrement de la RDA, il est démis de toutes ses fonctions, et en novembre exclu du SED. Il est mis en examen et écroué, mais libéré pour raison de santé (souffrant d'un diabète sévère, Mittag a subi une amputation des membres inférieurs en 1984 et 1989).
S'ensuivent plusieurs enquêtes préliminaires à son encontre, pour « tromperie et abus de confiance » et détournement de fonds publics. Mittag se défend, contestant être le principal responsable de la détérioration de l'économie est-allemande, et affirmant que dès 1981 il avait averti de l'imminence d'une crise économique majeure mais sans pouvoir raisonner ses camarades du parti.
L'ancien président de la Volkskammer Horst Sindermann donne, peu avant sa mort, une interview au Spiegel qui sera publiée en mai 1990, dans laquelle il pointe la responsabilité de Mittag dans le délabrement de l'économie est-allemande : « Une des principales raisons du déclin de l'économie de la RDA est que Mittag était incapable de résoudre cette tâche. Et Honecker lui, est responsable d'avoir maintenu en place cet homme contre lequel il a toujours existé une opposition au sein du SED. »
Jugé trop malade pour comparaître, les poursuites judiciaires sont abandonnées. Günter Mittag meurt à Berlin en mars 1994.